# Santità (trattamento)
L'appellativo di Sua Santità (anche usato nella forma Vostra Santità) è il trattamento spettante alle più alte autorità di alcuni gruppi religiosi.

## Etimologia
Il titolo deriva dal latino sanctĭtas (santità), a sua volta derivato di sanctus (santo). L'attestazione del titolo si ha a partire dal XIV secolo.

## Utilizzo
- Nel cattolicesimo, esso è stato originariamente usato per tutti i vescovi, ma, dal VII secolo, è stato utilizzato soltanto per i papi, i patriarchi ed alcuni governanti secolari. Dal XIV secolo il suo uso è stato limitato al papa e ai patriarchi[1]. Questo titolo fu mantenuto anche per il papa emerito Benedetto XVI[3].
- Nella Chiesa copta ortodossa il titolo viene utilizzato per indicare il papa della Chiesa ortodossa copta (papa di Alessandria d'Egitto).
- Viene usato in riferimento ad alcuni altri patriarchi cristiani della Chiesa ortodossa, particolarmente in riferimento a Bartolomeo I del Patriarcato ecumenico di Costantinopoli.[4]
- Nel buddismo tibetano, il Dalai Lama è comunemente indicato con questo titolo[5], anche se tecnicamente non è a capo di un gruppo religioso[non chiaro].
- Nell'ambito dell'induismo, in India, il titolo di Sua Santità viene attribuito agli shankaracharya, le massime autorità spirituali. Così veniva infatti chiamato, dai propri discepoli, Maharishi Mahesh Yogi, fondatore del movimento della meditazione trascendentale.
- Nell'Islam, fra i Dawudi Bohora, una setta dello Sciismo ismailita, il califfo ahmadiyya Khalifatul Masih utilizza il titolo di Sua Santità in lingua inglese. Il titolo è detenuto da Mohammed Burhanuddin[senza fonte].

Il titolo è utilizzato ufficialmente negli atti della diplomazia internazionale e in contesti formali senza riguardo per le sue origini dottrinali, filosofiche e teologiche.

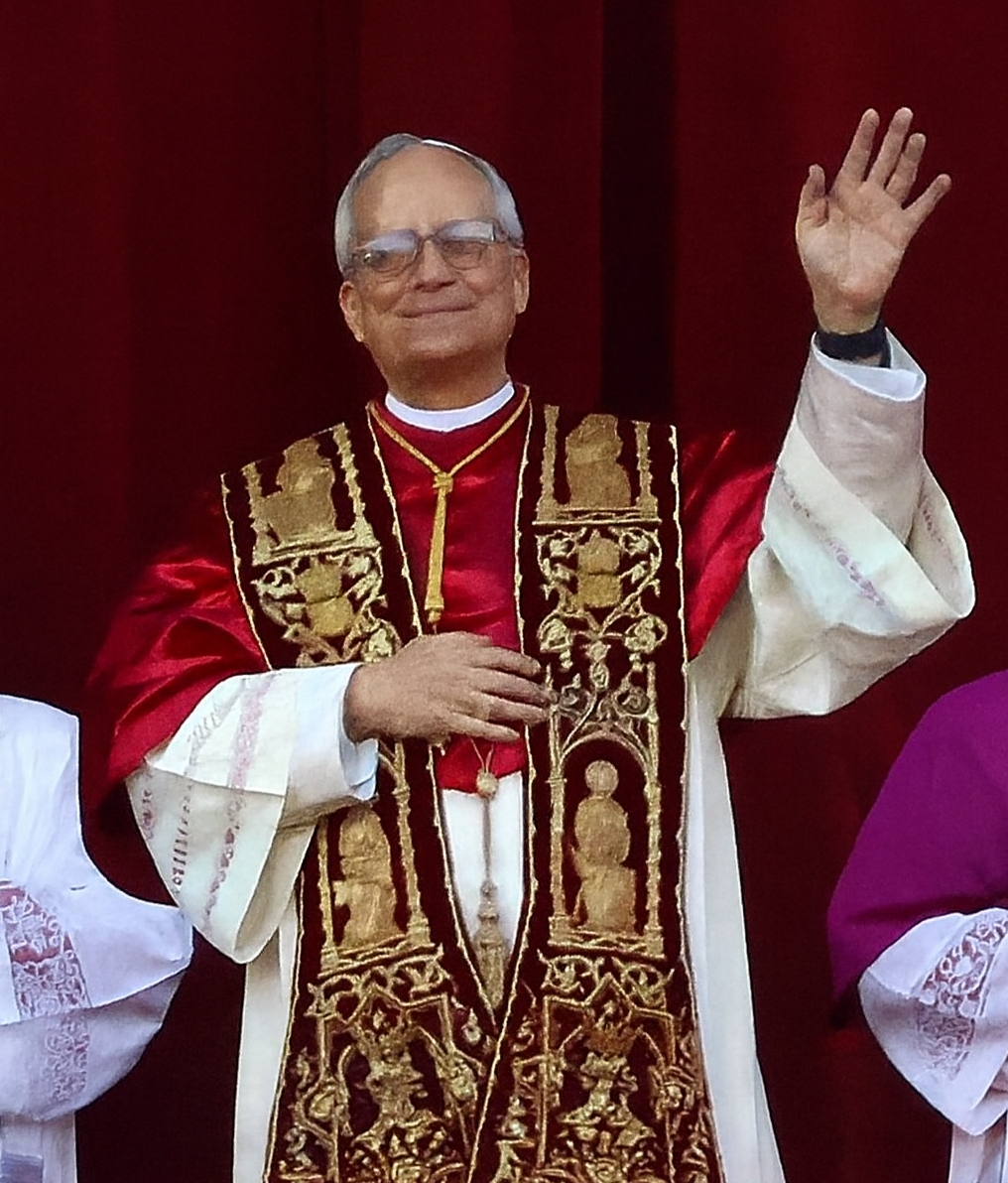
Sua Santità papa Leone XIV.
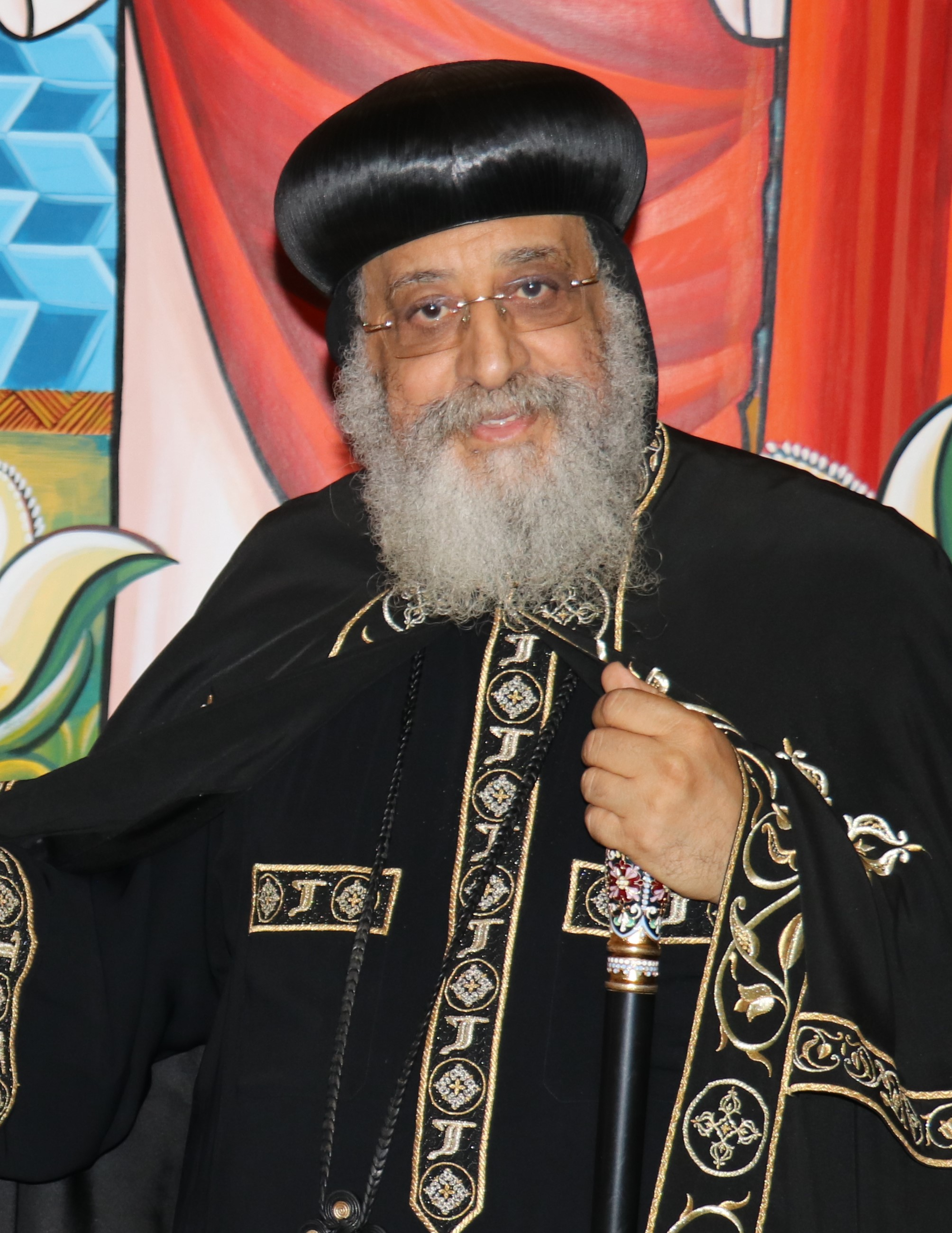
Sua Santità il papa della Chiesa ortodossa copta, patriarca Tawadros II.
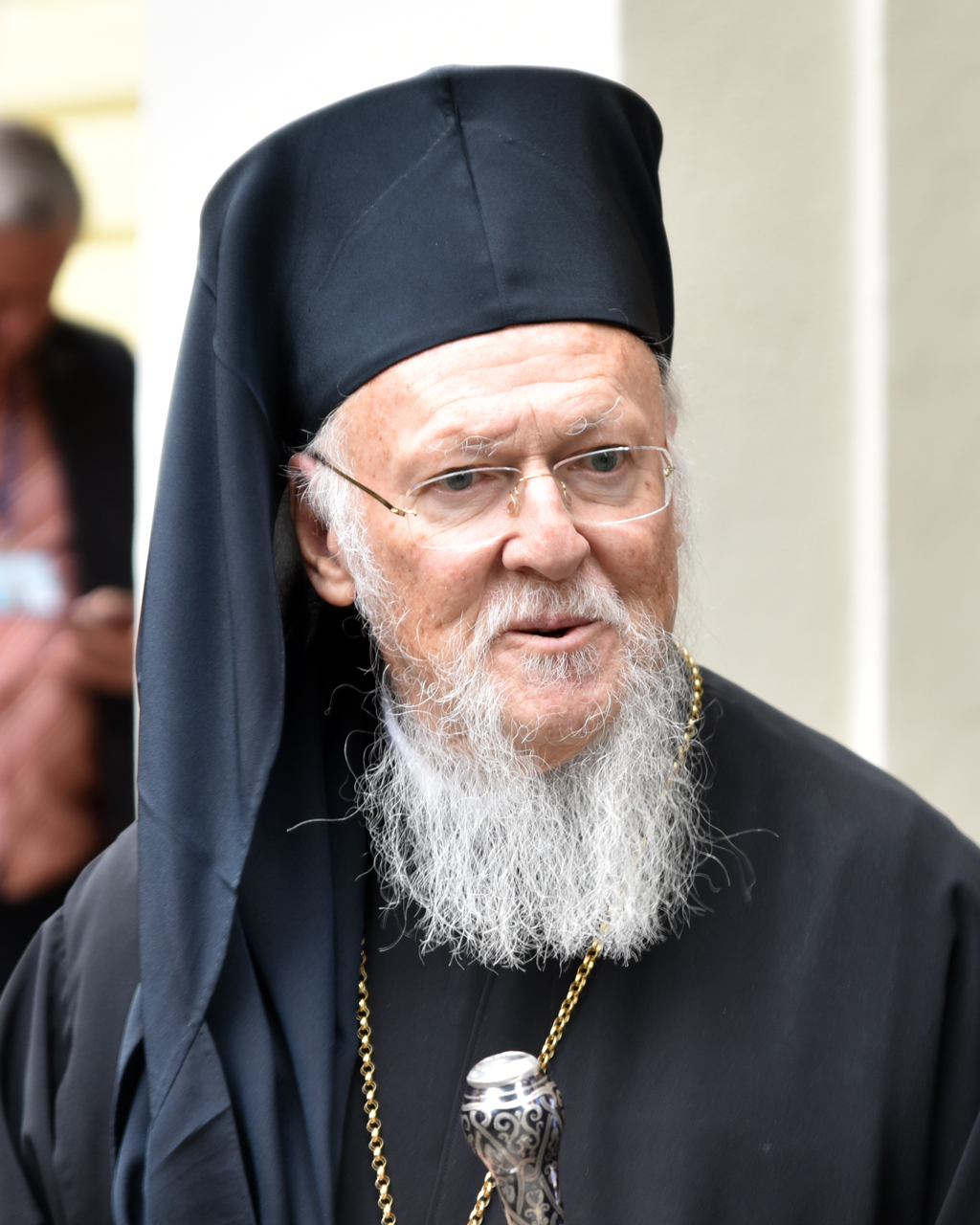
Sua Santità il patriarca ecumenico di Costantinopoli, Bartolomeo I.
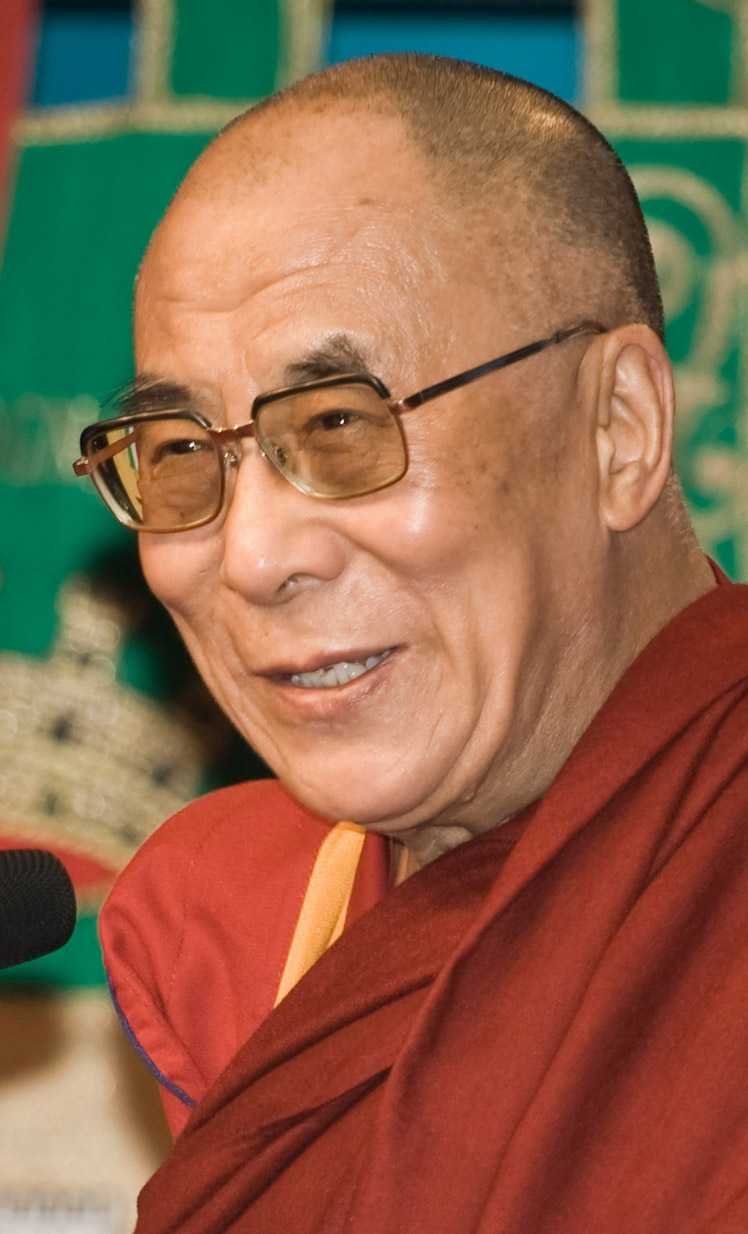
Sua Santità il Dalai Lama Tenzin Gyatso.
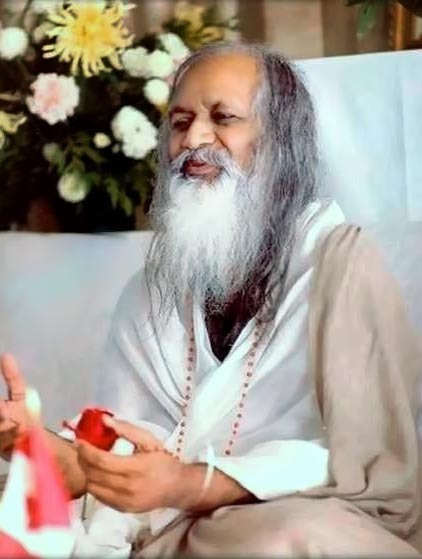
Sua Santità Maharishi Mahesh Yogi nel 1978.